# Georgi Tichonowitsch Krutikow

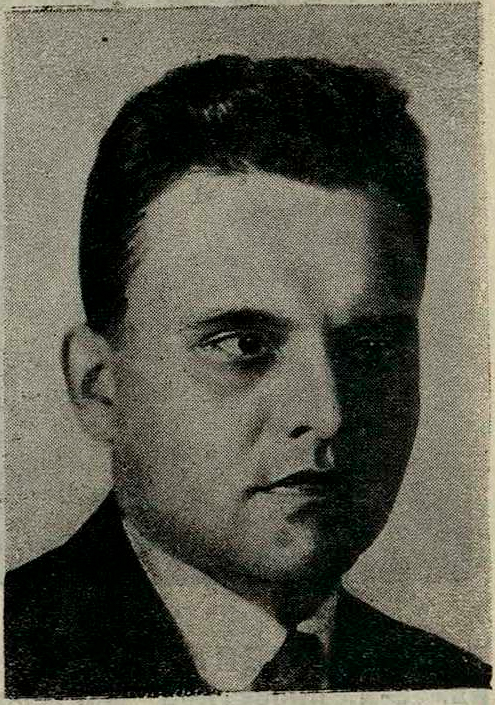
Georgi Tichonowitsch Krutikow (1935)

Georgi Tichonowitsch Krutikow (russisch Гео́ргий Ти́хонович Кру́тиков; * 4. Apriljul. / 16. April 1899greg. in Woronesch; † 3. März 1958 in Moskau) war ein russischer Architekt.

## Leben
Krutikow, Sohn eines Realschul-Religionslehrers, bestand 1908 die Aufnahmeprüfung für die 1. Klasse des 1. Woronescher Knabengymnasiums. Er beteiligte sich an den handschriftlichen Schulzeitschriften Die Welt und In alle Welt als Künstler und als Autor von Aufsätzen auch über die Luftfahrt. 1917 schloss er das Gymnasium mit einer Silbermedaille ab. Darauf arbeitete er als Krankenpfleger im Woronescher Gesundheitsamt, als Telefonist bei der Fernmeldetruppe der Südfront in Woronesch und schließlich als Sekretär der Kunst-Abteilung des Städtischen Amtes für Volksbildung. Ab 1919 richtete er im Auftrag des russischen Volkskommissariats für Bildungswesen in Woronesch Kunstwerkstätten ein und leitete sie. Gleichzeitig leitete er eine Unterabteilung des Gouvernementsamtes für Volksbildung.
1922 wurde Krutikow nach Moskau zur Fortführung seiner Ausbildung geschickt. Er wurde in die WChUTEMAS aufgenommen und studierte Architektur bei Nikolai Ladowski. Er war Vorsitzender der Architekten-Gruppe in der Gewerkschaft der Union der Bauarbeiter. Noch als Student war er beteiligt am Bau des Internationalen Roten Stadions auf den Moskauer Leninbergen (unter der Leitung von Nikolai Podwoiski mit Ladowski als Hauptarchitekt) sowie am Zentralen Kultur- und Erholungspark und an der Typographischen Ausstellung 1927. Er arbeitete in dem Laboratorium für Psychotechnik mit, das 1927 auf Ladowskis Initiative gegründet wurde. 1928 gestaltete er im sowjetischen Pavillon der Internationalen Druck-Ausstellung in Köln den Lenin-Winkel und die zentrale Ausstellung Struktur der UdSSR. Daneben interessierte er sich für den Luftschiffbau, stand im Briefwechsel mit Konstantin Ziolkowski und versuchte, eine Luftschiffkabine zu bauen. Auch beteiligte er sich an den Aktivitäten der ASNOWA-Gruppe und Ladowskis Vereinigung der Architekten und Urbanisten (ARU).
1928 schloss Krutikow sein Studium an der WChUTEIN (vormals WChUTEMAS) nach erfolgreicher Verteidigung seines Diplomarbeitsprojekts Die Stadt der Zukunft (Entwicklung der Architekturprinzipien bei der Stadtplanung und Organisation der Wohnstätten) ab. Sein Projekt Die Stadt der Zukunft fand hohe Anerkennung beim Dekan I. W. Rylski. In diesem Projekt entwickelte Krutikow sein futuristisches Konzept der Fliegenden Stadt, in der Arbeit, Erholung und Verkehr sich auf dem Erdboden abspielten und die Wohnquartiere in den Wolken über der Stadt schwebten. Damit entsprach sein Konzept Tatlins Maschinen und Chlebnikows Stadt-Gewächsen. Krutikows Projekt wurde auf der Ausstellung Moskau-Paris mit Architektur-Projekten von 1900 bis 1930 vorgestellt.
Von 1928 bis 1931 arbeitete Krutikow als Architekt, Stadtplaner und Wissenschaftler in verschiedenen Ämtern. 1931 wurde er wissenschaftlicher Sekretär des Architekten-Büros für Theaterbau des Volkskommissariats für Bildungswesen. 1933 trat er in das Architektur-Büros Nr. 3 des Moskauer Stadtsowjets unter der Leitung von I. A. Fomin ein. Geplant wurden unter anderem Schulen und die ober- und unterirdischen Hallen der Metro-Station Park Kultury (Sokolnitscheskaja-Linie).
Nach einer Aspirantur in der Architektur-Akademie 1939 wurde Krutikow Oberassistent der Kommission für die Untersuchung, Sicherung und Restaurierung der Architektur-Denkmäler. Zu Beginn des Deutsch-Sowjetischen Krieges bearbeitete er Probleme der Verteidigung Moskaus und hörte Vorlesungen an der Akademie für Militäringenieurwesen. Als die Akademie nach Frunse evakuiert wurde, absolvierte Krutikow dort eine Pionierausbildung. Nach der Entlassung aus der Armee 1943 arbeitete er im Planungsamt der Stadt Moskau und wurde Leiter der Abteilung für die Sicherung der Moskauer Architektur-Denkmäler. 1947 wurde er außerplanmäßiger Oberassistent des Instituts für Kunstgeschichte der Akademie der Wissenschaften der UdSSR (AN-SSSR) und 1949 Mitglied des Wissenschaftsrates für die Sicherung der Kulturdenkmäler des Präsidiums der AN-SSSR.

## Rezeption
Auf der VI Mostra Internazionale di Architettura 1996 in Venedig mit dem Thema Sensori del futuro. L'architetto come sismografo unter der Leitung von Hans Hollein wurde Krutikows Fliegende Stadt im Pavillon Russische Utopie vorgestellt.

## Schriften (Auswahl)

### Beiträge für Schulzeitungen
- Aeronautics (An Historical Report). In: All over the World. Nr. 1. Handgeschriebene Schulzeitung, 1911, S. 12–15. (im Original russisch). Nachgedruckt in: Selim Omarovich Khan-Magomedov: Georgii Krutikov. The Flying City and Beyond. Tenov, Barcelona 2015, ISBN 978-84-939231-8-1, S. 21–22 (englisch).
- The Adventures of a Chimpanzee. In: The World. Nr. 1. Handgeschriebene Schulzeitung, Januar 1912, S. 38–40. (Comic, im Original russisch).

### Artikel zur Architektur
- Circular or Semi-Circular Housing. In: Stroitel'naya promyshlennost'. Nr. 9, 1927, S. 617–618. (im Original russisch). In Teilen nachgedruckt in: Selim Omarovich Khan-Magomedov: Georgii Krutikov. The Flying City and Beyond. Tenov, Barcelona 2015, ISBN 978-84-939231-8-1, S. 21–22 (englisch).
- Arkhitekturnaya nauchno-issledovatel'skaya laboratoriya. In: Stroitel'naya promyshlennost'. Nr. 5, 1928, S. 372 f. In Teilen nachgedruckt in: Selim Omarovich Khan-Magomedov: Georgii Krutikov. The Flying City and Beyond. Tenov, Barcelona 2015, ISBN 978-84-939231-8-1, S. 37, 40 (englisch).